# Teresa Di Marzo
Teresa Di Marzo Roesler (São Paulo, 4 de agosto de 1903 – 9 de fevereiro de 1986) foi uma pioneira aviadora brasileira.
Foi a primeira aviadora brevetada brasileira, com brevê de número 76, outorga reconhecida pelo Aeroclube do Brasil e pela Federação Aeronáutica Internacional que, em 1922, homologava os brevês expedidos no mundo. Anésia Pinheiro Machado foi a segunda aviadora do Brasil, com breve de número 77, pois só realizou suas provas de pilotagem um dia depois de Teresa .
Junto de Anésia Pinheiro Machado e Ada Rogato foi uma das primeiras mulheres brasileiras a pilotar um avião.

## Biografia
Teresa nasceu na capital paulista em 1903. Era filha de Alfonso Di Marzo e Maria Liparulo, imigrantes italianos originários da província de Caserta. Sua família era formada por mais seis irmãos. Teresa decidiu ser piloto aos 17 anos de idade, quando viu pela primeira vez um avião voando sobre São Paulo. Quando revelou seu desejo enfrentou forte oposição da família, principalmente de seu pai, comerciante, que desejava ver a filha casada e formando família.
Determinada a perseguir seu sonho de voar, Teresa foi a pé até o Aeródromo Brasil para se inscrever em um curso de voo, o qual pagou ao rifar uma vitrola. As aulas eram ministradas pelos irmãos e veteranos da Primeira Guerra Mundial, João e Enrico Robba, mas, por viajarem demais, seu instrutor principal tornou-se o alemão Fritz Roesler, piloto alemão, também veterano da Primeira Guerra Mundial.

## Carreira
Suas aulas de pilotagem começaram em 1921 e no ano seguinte Teresa voou sozinha pela primeira vez, em 17 de março de 1922. Um mês depois, habilitou-se no AeroClube do Brasil e tornou-se uma pioneira ao receber um diploma de piloto-aviador internacional. Em 8 de abril, fez o exame para obter seu brevê, voando em um Caudron G.3, de fabricação francesa. Executou todas as manobras obrigatórias e pousou em uma pista curta e estreita. Sua perícia impressionou seus examinadores, Luís Ferreira Guimarães, diretor do Aeroclube do Brasil, seu instrutor Fritz Roesler, João Robba e os deputados Manuel Lacerda Franco e Amadeu Saraiva.
Aprovada no exame, Teresa obteve o brevê n.º 76. Poucos dias após receber o brevê, realizou sua primeira reide até a cidade de Santos. Integrou a esquadrilha que recepcionou Sacadura Cabral e Gago Coutinho, os aviadores portugueses que realizaram a primeira travessia aérea do Atlântico Sul. Em 1923, levou adiante uma nova empreitada: a construção de um hangar no Ipiranga. Para conseguir o dinheiro necessário para isto, diariamente pedia doações em praça pública em Santos. Fritz Roesler ajudou-a na compra dos materiais.
O Hangar Teresa Di Marzo foi inaugurado e nele a Escola de Aviação Ypiranga. Tanto o hangar quanto a escola foram desativados pouco tempo depois. Durante a Revolução de 1924 os aviões particulares foram confiscados e manter aeronaves passa a ter um custo muito mais elevado. Teresa pede ajuda ao presidente da república Washington Luis. Recebe dele a seguinte resposta: Não quero contribuir para seu suicídio!.
Em 25 de setembro de 1926, Teresa casou-se com seu instrutor de voo, Fritz Roesler. O evento causou grande repercussão na sociedade paulistana e importantes figuras compareceram ao mesmo. A união duraria 45 anos. Entretanto, após o casamento, apesar de ainda acompanhar seu marido nos voos, ele não mais permitiu que ela pilotasse uma aeronave. O Código Civil de 1916 previa que mulheres casadas precisavam de autorização para realizar algumas atividades, e a emancipação feminina aconteceu apenas em 1962.
| “ | Depois que nos casamos, ele cortou-me as asas. Disse que bastava um aviador na família. | ” |

Teresa abandonou a carreira de piloto com pouco mais de 300 horas de voo.

## Morte
Teresa morreu em 9 de fevereiro de 1986, aos 82 anos, em São Paulo. Fritz morreu em 2 de julho de 1971. Ela foi sepultada ao seu lado no Cemitério do Araçá.

## Reconhecimentos
Medalhas
- Pioneira da Aeronáutica - 1961 (Fundação Santos Dumont São Paulo)
- Mérito Aeronáutico - 1976  (Ministério da Aeronáutica São Paulo)
- Medalha de Ouro Santos Dumont - 1980 Minas Gerais

## Aviões
- Um Caudrom G-3 (o São Paulo).
- Mais tarde um Oriole.

## Leituras adicionais
- Breve História da Aviação Comercial Brasileira - de Aldo Pereira
- Evolução da Aeronáutica no Brasil - de José Garcia de Souza
- Vôo Proibido - Os apuros de uma pioneira - da Cmte. Lucy Lúpia Pinel Balthazar
- Mulheres na Aviação : Histórias de mulheres pioneiras e contemporâneas que desafiaram todas as barreiras sociais e da gravidade com o objetivo de realizar seus sonhos. -  Embraer: Centro Histórico Embraer - Instituto 15 anos.[6]